# Gubernatorstwo Sidi Bu Zajd
Gubernatorstwo Sidi Bu Zajd (arab. ولاية سيدي بوزيد, fr. Gouvernorat de Sidi Bouzid) – jest jednym z 24 gubernatorstw w Tunezji, znajdujące się w centralnej części kraju.